# Kikimora (geslacht)
Kikimora is een geslacht van spinnen uit de familie hangmatspinnen (Linyphiidae).

## Soorten
De volgende soorten zijn bij het geslacht ingedeeld:
- Kikimora palustris Eskov, 1988